# Філіппіни на літніх Олімпійських іграх 2020
Філіппіни на літніх Олімпійських іграх 2020 представляли дев'ятнадцять спортсменів у одинадцятьох видах спорту.

## Competitors
| Вид спорту            | Чоловіки | Жінки | Загалом |
| --------------------- | -------- | ----- | ------- |
| Легка атлетика        | 1        | 1     | 2       |
| Бокс                  | 2        | 2     | 4       |
| Гольф                 | 1        | 2     | 3       |
| Гімнастика            | 1        | 0     | 1       |
| Дзюдо                 | 0        | 1     | 1       |
| Академічне веслування | 1        | 0     | 1       |
| Стрільба              | 1        | 0     | 1       |
| Скейтбординг          | 0        | 1     | 1       |
| Плавання              | 1        | 1     | 2       |
| Тхеквондо             | 1        | 0     | 1       |
| Важка атлетика        | 0        | 2     | 2       |
| Загалом               | 9        | 10    | 19      |